# Delian Stateff
Delian Dimko Stateff (Roma, 26 marzo 1994) è un triatleta italiano.

## Biografia
Ha iniziato a praticare il triathlon all'età di sette anni con la Minerva Roma Triathlon.
Dal 30 dicembre 2014 è stato arruolato dalla Polizia penitenziaria e gareggia per il Gruppo Sportivo Fiamme Azzurre. Vanta diverse presenze agli europei e mondiali di duathlon e triathlon.
Ha rappresentato l'Italia ai Giochi europei di Baku 2015, dove ha concluso al 15º posto nella gara maschile.
Nel mese di giugno 2021 è stato convocato dal direttore tecnico Alessandro Botton per rappresentare l'Italia ai Giochi olimpici estivi di Tokyo 2021, dove si è classificato ottavo nella gara a squadre, gareggiando coi connazionali Verena Steinhauser, Gianluca Pozzatti e Alice Betto. Nella prova individuale ha concluso al trentanovesimo posto.